# Мунку-Сардык
Мунку́-Сарды́к (с бур. Мүнхэ Һарьдаг — «вечный голец») — высочайшая вершина Саян, высота 3491 метров.

## Этимология
Мунку́ — от бурятского слова Мүнхэ — вечный, вековечный, извечный. Сардык — һарьдаг (сарьдаг) — голец. Таким образом, Мүнхэ Һарьдаг можно перевести как «вечный голец»; иногда буряты говорят Мүнхэ Сагаан Һарьдаг — «вечный белый голец», так как вершина его одета вечным льдом и снегом.
Мунку-Сардык является для местного населения (бурят, монголов и сойотов) священной территорией, местом обитания Абай-Гэсэр-хана и многочисленных духов Саянских гор. Пребывание здесь запрещено, особенно для женщин, — для мужчин же надо спрашивать разрешение у духов.

## Географическое положение
Расположена на границе Бурятии (Россия) и Монголии. Одноимённое название имеет участок хребта Большого Саяна в районе вершины, состоящий из шести массивов, протяжённостью 14 км.
Хребет Мунку-Сардык имеет явный альпийский рельеф, с горными долинами ледникового происхождения. На главной и некоторых других вершинах сейчас находится четыре небольших ледника, общей площадью около 1,3 км². Основной северный ледник имеет толщину до 85 м, с трещинами шириной до полуметра и глубиной до 6 м. В настоящее время площадь ледников активно сокращается.
На восток от Мунку-Сардыка от ущелья Иркута отходят Тункинские Гольцы. К северо-востоку находится Окинское плато, на котором берут начало крупные левые притоки Ангары — реки Ока, Иркут и Китой. К северу на высоте 2613 м расположено озеро Эхой. С южной стороны, в 12 км от вершины лежит озеро Хубсугул.
Хребет сложен большей частью гранитами. В речных долинах до высоты 2100 м встречаются леса, выше на склонах — альпийские луга, горная тундра и каменистые россыпи — курумы.

## Туризм и альпинизм
Впервые восхождение на вершину совершил российский географ и натуралист Густав Радде в 1858 году.
На вершину Мунку-Сардык согласно классификатору альпинистских маршрутов России проложены маршруты 1Б, 2А и 2Б категорий сложности. В хребте Мунку-Сардык присутствуют и другие вершины с классифицированными альпинистскими маршрутами: Динамо, Крылья Советов, Леонова, Опасная, Эскадрилья и др.
Большинство групп туристов совершают восхождения на эту вершину в начале мая. Начало маршрута проходит по оледенелому руслу рек Белый Иркут и Мугувек в живописном каньоне. Подъём на саму вершину по наиболее простому маршруту (1Б к/с) осуществляется по северному гребню.
По линии хребта Мунку-Сардык проходит граница России и Монголии. Согласно существующим правилам, посещение пограничной зоны, куда входит хребет Мунку-Сардык, оформляется заранее в погранслужбе.
Со стороны Монголии от озера Хубсугул на северо-запад восхождения возможны в течение всего года по маршрутам 1А и 1Б. При пересечении погранзаставы Монды необходимо иметь паспорт гражданина РФ, или в случае направления к массиву г. Мунку-Сардык со стороны Тункинского района Республики Бурятия — пропуск для нахождения в пограничной зоне.

## Топографическая карта
Лист карты M-47-V. Масштаб: 1 : 200 000. Указать дату выпуска/состояния местности.